# The Quiet One (film, 1948)
The Quiet One, svensk titel Den ensamme, är en amerikansk långfilm från 1948. En pojke med känslomässiga problem rehabiliteras på en reformskola.